# サフィニア

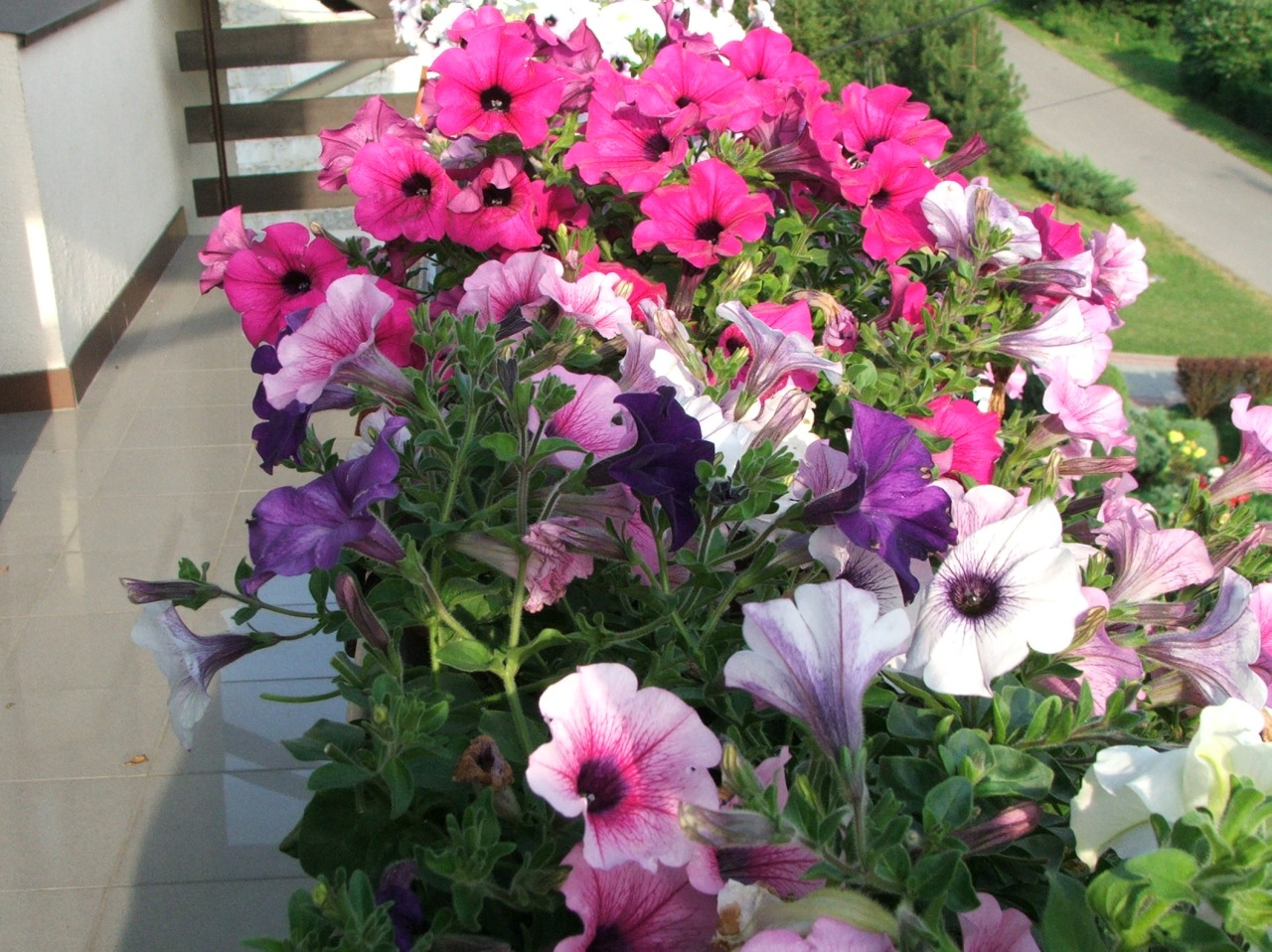
ガーデニングに用いられる「サフィニア」

サフィニア ('Surfinia' Petunia Surfinia Series Hybrid Cultivar. 'Surfinia' ) は、ナス科ツクバネアサガオ属の植物で、1989年にサントリーと京成バラ園芸が共同で作出したペチュニアの園芸品種である。正式名称は「ペチュニア・サフィニア・シリーズ 'サフィニア' 」。「サフィニア」の名称はサントリーフラワーズの登録商標（日本第2395224号）である。
ペチュニアでは初めての本格的な栄養繁殖系で、ペチュニアの原種が持つ長日植物である弱点を完全に払拭した園芸品種である。不稔性が高く、生育しても草姿が乱れず、花数が多く花期が長いという特長がある。
開花時期は4月から10月。耐寒性の低い常緑多年草、一年草であり、10月から11月に地上株は寒さで枯れるが、温度管理を適切に行えば越冬も可能である。また越冬株は1年目よりさらに大きく育つ。

## 概要
元になったペチュニアの原種はブラジルのパンパ原産で、サントリーの駐在員がペチュニアの原種を数系統持ち帰ったことがが品種改良の始まりとなった。従来のペチュニアは原種が持つ伸びやかさを捨て去り、花壇栽培のみに特化した品種ばかり流通していた。これは花苗の流通にもコンパクトさが求められていたためである。その固定観念から離れ、従来にない匍匐性（ほふくせい = 地面に這うように成長する性質、クリーピングとも言う）を有する。品種名「サフィニア」は、匍匐性が強いことから英語のSurfing（サーフィン）と、Petunia（ペチュニア）を合成した造語である。
サフィニアは栄養繁殖系ペチュニアの実質的な第1号成功例であるとともに、栄養系品種が商業的に成り立つことを証明した記念碑的園芸品種である。今日の栄養繁殖系園芸品種の隆盛はこの園芸品種の成功に負うところが大きい。栄養系繁殖であるため、種子が少ないことから花数が多くなり、かつ亜流の品種（雑種）ができにくいため商業的に独占できるため、種苗会社にとっては非常に優れた特長がある。
1989年の発表後は急速に普及し、1991年には欧州で、1993年には北米でも販売が開始され、諸外国においても評価が高い。サフィニアの成功後にはバリエーションも増え、大きいものは10cm程度、小さいものは3cm程度と、大小さまざまな花を咲かせるものが現れた。花の色は赤、赤紫、紫、青紫、白、白黄、白青、桃など多彩であり、ピンク地に白の放射が入る星咲の品種でピンクの部分がハート形になる「ももいろハート」もある。2020年には黄色地に薄桃色～薄紫の紋様が入る「とらネコ」なども登場している（地色が黄色の関係で紋様が茶色に見え、その様子は正に茶色の虎猫そのものである）
サフィニアが成功すると、同業他社もペチュニア市場に類似の商品を投入し「ペチュニア戦争」と呼ばれる状況を呈するに至り、サフィニアは日本の園芸業界の寵児となった。日本で1990年代から起こったガーデニングブームの火付け役でもある。ベランダ園芸など狭小な場所での栽培にも適し、日本（特に都市部）の住宅事情に適合した品種といえる。
特に保守的な花卉流通業界の流れすら変えたのは、このペチュニア‘サフィニア’と洋蘭のシンビジウム サラジーン ‘アイス・キャスケード’の2品種による功績である。これらの2つの品種が大ヒットしたことから、従来はしなだれるタイプの鉢植えは流通業界から拒まれていたが、これらの大ヒットに伴い、流通業界主導であった荷姿もバリエーション豊かになった。消費者にとっては植物の仕立て方に対する選択肢が広がり、様々な草姿の植物を得られるようになった。

## 栽培
従来の一般的なペチュニアと同様、雨に弱く日本では花壇にはあまり向かない。匍匐性が強いためプランターや特にハンギングに向く。数あるペチュニアの中でも豪華な品種群である。枝がしなやかで伸びやすいため容易に樹勢の調整が可能で、摘心や切り戻しを行うことにより枝数を増やし蕾を増加させてゆく、というのが育成の基本体系である。大輪、中輪、小輪、花色、使用用途に合わせた性質に改良された品種もあるなど、種類も富んでいる。
耐寒性は低いため、越冬させるには室内管理などが必要となるが、本来は多年草なので温度管理さえしっかりと行えば翌年以降も楽しむことは一応可能である。ただしナス科の植物であるため連作障害を引き起こすことがあるため、複数年にわたり健全な株状態を維持するためには、土の消毒か土を入れ替えるか、あるいはコンパニオンプランツ（ナス科の場合、ネギ類やニラなどが最適とされる）を導入するなどといった対策が必要となる。これはサフィニアだけでなくペチュニア一般や、同じナス科の園芸植物であるカリブラコアなどについても同様である。
越冬対策の一つとして、切り戻しなどの際に生じた枝などを使って挿し木を行い、それを管理することで親株が枯れた際に備えることも可能である。挿し木苗はすぐには大きく育たないので室内管理も楽である。しかし「サフィニア」とされる品種はもとより、特定品種名が付けられているペチュニア、カリブラコア（サントリーフラワーズの「ミリオンベル」など）は、そのほぼ全てがパテント（特許）が付いた登録品種となっているため、増やした苗を無許可で販売・譲渡すると種苗法に抵触するため注意が必要である。